# نادي إنكا لكرة السلة
نادي إنكا لكرة السلة (بالإسبانية: Club Basquet Inca)‏ كان فريق كرة سلة إسباني للمحترفين تأسس في سنة 1987 يقع مقره في إنكا، جزر البليار. تم حل الفريق في سنة 2008

## وصلات خارجية
- الموقع الرسمي